# Lubuk Jawi
Lubuk Jawi is een bestuurslaag in het regentschap Rokan Hilir van de provincie Riau, Indonesië. Lubuk Jawi telt 2172 inwoners (volkstelling 2010).